# Cyanidium caldarium
Cyanidium caldarium je acidofilní a termofilní ruducha z třídy Bangiophyceae.

## Popis
V chloroplastech obsahuje chlorofyl A a c-fykocyanin, a proto je tato řasa řazena mezi ruduchy. Optimální teplota pro její růst je 45 °C, ale dokáže růst ještě v teplotě 57 °C (ačkoliv starší výzkumné práce naznačovaly i teploty kolem 75–80 °C.

## Výskyt
Cyanidium se vyskytuje na mnoha místech světa v horkých a kyselých půdách a vodách. Výjimkou jsou podobné lokality na Havaji – někdy se soudí, že Cyanidium ještě nestihla tyto ostrovy kolonizovat, protože jsou geologicky poměrně mladé.